# Frauenstation
Frauenstation ist ein deutscher Spielfilm von Rolf Thiele aus dem Jahre 1975 mit Horst Buchholz, Stephen Boyd und Karin Dor in den Hauptrollen.

## Handlung
Erzählt werden in episodenhafter Form Alltagsgeschichten aus der gynäkologischen Abteilung einer Klinik, verbunden mit den privaten und ehelichen Problemen der beiden männlichen Protagonisten, eines Oberarztes und seines Vorgesetzten, des Chefarztes.
Zu den Patientinnen, die beide Ärzte vor wichtige Entscheidungen stellen, zählt eine junge Frau, die an Krebs erkrankt ist und vor die Wahl gestellt wird, sich entweder behandeln zu lassen und damit das Leben ihres Kindes zu gefährden oder das Kindeswohl vornan zu stellen. Im Falle von Angelika Schneider, die in Begleitung ihrer Mutter gekommen ist, steht nicht nur die Frage „Kind oder nicht Kind“ im Raum. Ihr eigenes Leben ist in höchster, akuter Gefahr, denn das 15-jährige Mädchen ist schwanger und hat aus Verzweiflung versucht, mit einer Nadel den Fötus eigenhändig abzutreiben. Seitdem blutet sie stark aus dem Unterleib.
Private Probleme treiben wiederum Chefarzt Prof. Overhoff und seinen Oberarzt Dr. Schumann um. Overhoff hat eine traumatische Erfahrung hinter sich: Seine Frau starb bei der Geburt des zweiten Kindes der beiden an einer Lungenembolie. Er gibt sich eine Mitschuld. Nun muss sich Overhoff als alleinerziehender Vater um die pubertierende Tochter Eva und einen Säugling kümmern. Schumann wiederum ist mit einer ebenso sehr fordernden wie schönen, jungen und etwas überspannten Frau verheiratet, die rund 20 Jahre jünger ist als er und bevorzugt exaltiert auftritt und handelt. Claudia Schumann bringt sogar Unruhe in den Krankenhausbetrieb und belastet dadurch Schumanns Verhältnis zu seinem Chef. Denn sie beschuldigt Prof. Overhoff, den Tod seiner Frau verantwortet zu haben, da er diese noch im fortgeschrittenen Alter geschwängert habe.
Dieses tragische Ereignis führt dazu, dass nun Claudia Schumann aus Angst, es könnte ihr wie Frau Overhoff ergehen, ebenfalls kein Kind haben möchte, was wiederum zu Spannungen mit ihrem Gatten führt. Ihre Neurosen führen sogar so weit, dass sie in ihrer Puppensammlung Medikamente, darunter auch Antibabypillen, versteckt und hortet. Als Eva Overhoff dies herausfindet, steckt sie ihr Wissen augenblicklich ihrem Vater, der wiederum seinen Oberarzt informiert. Schumanns Versuch, auf vernünftige Art mit seiner Gattin zu sprechen, scheitert. Als Claudia annimmt, ihr Mann, der sich zwischendurch mit der attraktiven Schwester von der Säuglingsstation vergnügt, habe ihren Zyklus durcheinandergebracht und sie wäre deshalb doch schwanger geworden, unternimmt sie mittels Schlaftabletten einen Suizidversuch.

## Produktion
Frauenstation wurde in nur vier Wochen zwischen dem 20. November und dem 18. Dezember 1975 in Oberbayern und in den Bavaria-Ateliers in München-Geiselgasteig abgedreht. Die Uraufführung, zeitgleich in Berlin und Wien, verzögerte sich bis zum 8. April 1977.
Die Herstellungsleitung hatte Walter Tjaden, dessen letzter Film dies war. Die Filmbauten entwarf Peter Rothe.
Das zur Drehzeit 24-jährige, blonde, norwegische Nacktmodell Lillian Müller gab hier mit der Buchholz-Ehefrau Claudia ihr Filmdebüt. Im Jahr darauf holte sie Regisseur Thiele erneut vor die Kamera und gab ihr die weitgehend textilfreie Titelrolle in Rosemaries Tochter, seine von der Kritik wie Frauenstation verrissene inszenatorische Abschiedsinszenierung. Noch im selben Jahr übersiedelte Müller in die USA, schloss sich der Entourage Hugh Hefners an und wurde ebenfalls 1976 Playmate of the Year.
Marina Langner, die hier die Klischee- und Wunschvorstellung einer gertenschlanken, schönen Krankenschwester spielt und wie Kollegin Müller Filmdebütantin, arbeitete zu dieser Zeit als Model. Sie wurde 1975 zur Miss Germany gekürt und war unmittelbar vor Beginn der Dreharbeiten Zweite bei den Miss-World-Wahlen geworden.

## Anmerkung
Frauenstation war ein durch staatliche Gesetzgebung geförderter, typischer Abschreibungsfilm jener Jahre (1975 bis 1978). Diese Art Filme, zumeist produziert von den auf diese Finanzierungsform spezialisierten Firmen Cinema 77 und Geria, finanzierten sich über Investitionen von Anlegern, mit denen diese anstrebten, Steuern zu sparen. Das Gros dieser Filme – darunter auch Der Geheimnisträger, Auch Mimosen wollen blühen, Lady Dracula und Das chinesische Wunder – war dementsprechend einerseits hochrangig besetzt und teuer (wenngleich nur selten hochwertig) produziert, erwies sich andererseits aber regelmäßig als Kassenflop. Aufgrund der trotz bekannter Schauspieler (von Heinz Rühmann über Horst Buchholz und Stephen Boyd bis zu Theo Lingen und Senta Berger) und erfahrener Regisseure (wie Wolfgang Liebeneiner und Rolf Thiele) bisweilen sehr schlechten Qualität dieser Filme gab es regelmäßig große Schwierigkeiten, für diese Produktionen einen Verleih zu finden. Während Der Geheimnisträger und Auch Mimosen wollen blühen relativ zügig nach Ende der Dreharbeiten in die Kinos gelangten, verzögerten sich die Uraufführungstermine anderer Abschreibungsproduktionen mitunter erheblich: Das chinesische Wunder und Frauenstation (beide im Herbst 1975 gedreht), wurden erst 1977 uraufgeführt, Lady Dracula (ebenfalls im Herbst 1975 entstanden) kam sogar erst 1978 in die Kinos. Frauenstation-Produzent Hans Pflüger war bei der Herstellung von Abschreibungsfilmen besonders rührig.

## Kritiken
„Ein Film, der für das Recht des ungeborenen Kindes auf Leben eintritt, durch billige Effekte und die oberflächliche Behandlung seiner Probleme aber ins Rührstück abgleitet.“

Zu Thieles Spätwerken wie Frauenstation und Rosemaries Tochter heißt es in Das große Personenlexikon des Films: „Seit Ende der 60er Jahre, im Zeitalter der allgemeinen Libertinage und ‘sexuellen Revolution’, glitt Thiele zeitweilig auf das Niveau eines Sexfilmers ab. Ansätze zu parodistischen oder vermeintlich gesellschaftskritischen Tendenzen besaßen allenfalls Feigenblatt-Funktion.“